# Metaphycus rhodococci
Metaphycus rhodococci är en stekelart som beskrevs av Sugonjaev 1975. Metaphycus rhodococci ingår i släktet Metaphycus och familjen sköldlussteklar.
Artens utbredningsområde är:
- Tadzjikistan.
- Uzbekistan.

Inga underarter finns listade i Catalogue of Life.